# Majków Duży
Majków Duży (prononcé en polonais : [ˈmai̯kuf ˈduʐɨ]) est un village de la gmina de Wola Krzysztoporska, du powiat de Piotrków, dans la voïvodie de Łódź, situé dans le centre de la Pologne.
Il se situe à environ 9 kilomètres au nord de Wola Krzysztoporska (siège de la gmina), 6 kilomètres au nord-ouest de Piotrków Trybunalski (siège du powiat) et 42 kilomètres au sud de Łódź (capitale de la voïvodie).
Sa population s'élève approximativement à 383 habitants en 2008.

## Administration
De 1975 à 1998, le village était attaché administrativement à l'ancienne voïvodie de Piotrków.

Depuis 1999, il fait partie de la nouvelle voïvodie de Łódź.